# کارزار بیابانی سوریه (مه–ژوئیه ۲۰۱۷)
کارزار بیابانی سوریه عملیات نظامی نیروی زمینی سوریه است که در آغاز در راستای بزرگراه دمشق به مرز با عراق علیه نیروهای شورشی در جریان جنگ داخلی سوریه شروع شد. هدف آن ابتدائاً به چنگ آوردن بزرگراه و گذرگاه مرزی التنف و بدین ترتیب ایمن‌سازی حاشیهٔ روستایی دمشق در برابر حملهٔ احتمالی شورشیان بود. بعدها چندین جبههٔ دیگر در چارچوب عملیات در سراسر بیابان گشوده شد، و عملیات «طلوع بزرگ» علیه داعش با هدف بازگشایی بزرگراه دمشق-تدمر و آماده شدن برای هجوم به دیرالزور نیز آغاز شدند.
آمریکا و بریتانیا از سال ۲۰۱۶ در التنف یک تأسیسات آموزشی دایر کرده‌اند و نیروهای ویژهٔ آنها به مستشاری یک گروه شورشی سوری به نام ارتش کوماندویی سوریه می‌پردازند. این پادگان در مه ۲۰۱۷ تقویت شد و در ژوئن آن سال بسط یافت و سلاح‌های پیشرفته تر تهاجمی آمریکایی در آن مستقر شد. نیروهای آمریکایی در چندین مورد در جریان تهاجم سربازان حامی حکومت سوریه به آنان حمله کرده‌اند که آن را رسماً «حملات تدافعی» عنوان کرده‌اند.

## نبرد تنف
نبرد ۲۰۱۷ تنف سوریه نبردی است که در سوریه جریان دارد، تنف روستایی است که در صحرای سوریه (البادیه) در منطقه مثلث مرزی بین سوریه، عراق و اردن قرار دارد.
این روستا به دلیل واقع شدن روی محور دمشق-بغداد و نزدیکی آن به نقطه مرزی مشترک سوریه، عراق و اردن از اهمیت استراتژیک ویژه‌ای در نبرد بین طرف‌های مختلف در سوریه برخوردار است. داعش در این منطقه دارای نیرو و پایگاه‌هایی است که اخیراً به‌طور مستمر در معرض حملات نیروهای ائتلاف بین‌المللی به رهبری آمریکا قرار دارند.

### اهمیت استراتژیک تنف در نبردهای سوریه
دمشق در روز ۹ ژوئن (۱۹ خرداد) اعلام کرد به مرزهای عراق در شمال تنف رسیده است. در همین حال، رسانه‌های ایران عکسهایی از سربازان تیپ افغان «فاطمیون» به همراه قاسم سلیمانی فرمانده سپاه قدس در سپاه پاسداران را منتشر کرده و تأکید کردند آن عکس‌ها مربوط به منطقه مرزی است.
اهمیت پیشروی نیروهای ارتش در منطقه مرزی نزدیک به گذرگاه «تنف» در بهم رسیدن ارتش‌های سوریه و عراق در نقطه مرزی در شمال منطقه «تنف» است.
روزنامه «ایزوستیا» چاپ روسیه نوشت: «سرازیر شدن سلاحهای ایرانی به سوی نیروهای ارتش (اسد) پس از رسیدن این نیروها که مورد حمایت شبه‌نظامیان وابسته هستند، به مرزهای عراق، سهل و آسان شده است و نیروهای ارتش توانستند مسیر جابجایی اسلحه از ایران به سوریه از راه عراق، در موقعیتی در ۲۰کیلومتری گذرگاه «تنف» را بازکنند. مسیر زمینی که راه مواصلاتی میان دو کشور می‌باشد گشوده شده و خودروهای بار در آن مسیر شروع به تردد کرده‌اند».
از یکسال قبل نیروهای آمریکایی در تنف متمرکز شده‌اند. آن‌ها اجازه نمی‌دهند که نیروهای مورد حمایت ایران از بشار اسد پشتیبانی کرده و از طریق اتوبان بین عراق و سوریه به او سلاح سنگین برسانند. آن‌ها همچنین اجازه نمی‌دهند که نیروهای مورد حمایت ایران از بشار اسد پشتیبانی کرده و از طریق اتوبان بین عراق و سوریه به او سلاح سنگین برسانند.
دیدبان حقوق بشر سوریه گفت: افراد مسلح طرفدار رژیم اسد با تابعیتهای غیر سوری همراه با نیروهای رژیم اسد توانستند که به مرزهای عراق با بادیه واقع در شرق تدمر برسند. دیدبان خاطر نشان نمود که عملیات پیشروی، از طریق دور زدن یک پادگان وابسته به گروه‌های پشتیبانی شده از جانب ائتلاف بین‌المللی در محوری با فاصله ۲۰ کیلومتر از این پادگان که در فاصله نزدیک به ۵۰ کیلومتری شرق گذرگاه مرزی تنف قرار دارد و این گروه‌ها بر آن کنترل دارند انجام گرفت.
گذرگاه الولید نیز که یک گذرگاه استراتژیک سوریه در مسیر اتوبان بغداد - دمشق می‌باشد در نزدیکی تنف واقع شده است.

### موشک انداز پیشرفته «هیمارس»
ارتش آمریکا حضور خود را در شرق سوریه تقویت کرد و موشک انداز پیشرفته «هیمارس» را برای حفاظت از نیروهایش و همپیمانانش در پادگان تنف در مثلث مرزی سوریه ـ عراق ـ اردن در مقابل تهاجماتی که نیروهای رژیم سوریه و شبه نظامیان ایران در مرزهای عراق انجام می‌دهند گسترش داد. روز ۲۵ خرداد خبرگزاری رویترز در این باره گفت: «نیروهای آمریکایی موشک اندازهای دوربرد را از اردن به پادگان تنف که در آن ارتش آزاد برای جنگ با داعش آموزش می‌بیند منتقل کرده است. این موشک‌اندازها که نشانگر یک تقویت چشمگیر برای حضور نظامی آمریکا بشمار می‌رود به محل رسیدند.»
بعد از اظهارات جیمز ماتیس وزیر دفاع آمریکا مبنی بر اینکه کشورش از انجام حملات بیشتر «برای دفاع از خودش» کوتاهی نخواهد کرد اکنون، ایالات متحده نیروهایش را در پایگاه تنف با جدیدترین و قدرتمندترین سیستم موشکی «هیمارس» تقویت کرده است.
ایران در روزهای گذشته از تصرف شکافی در مرزهای سوریه و عراق استفاده کرده بود تا برمنطقه حاکم شود
ارتش روسیه استقرار این سامانه موشکی جدید را مورد تأکید قرار داد و گفت هدف آن ارتش سوریه است و آن را ضربه‌ای به حاکمیت سوریه دانست.
سامانه موشکی «هیمارس» مدرن‌ترین سامانه موشکی چند مأموریتی «میلرز» است که از قابلیت انعطاف بالایی برخوردار می‌باشد و از مأموریت‌های آن، درگیری با توپخانه، یگان‌های دفاع هوایی، زرهی‌ها، نفربرها و تجمعات پیاده است.
این سامانه، برتری نظامی آمریکا را در این بخش از خاک سوریه که شاهد رقابت قوی بین واشینگتن و تهران برای تسلط بر مرزهای سوریه و عراق را تقویت می‌نماید.

### شبه نظامیان ایران و حشد الشعبی عراق
روز جمعه ۱۹ خرداد ۱۳۹۶ نیروهای رژیم سوریه و شبه نظامیان ایران توانستند به مرزهای عراق برسند و بدینسان هدف استراتژیک تهران مبنی بر وصل مرزهای سوریه به ایران از طریق عراق و تأمین خط وصل نیروهای حشد الشعبی به گروه‌های وابسته به آن‌ها در داخل خاک سوریه محقق شد. رسانه‌های وابسته به رژیم اسد و حزب‌الله رسیدن اولین یگان‌های ارتش سوریه و همپیمانان را به مرزهای سوریه ـ عراق در شمال شرقی تنف اعلام کردند. گفته می‌شود بعد از آنکه تهران طی روزهای گذشته تجمع نیروی زیادی انجام داد و تعداد زیادی از روستاها را از تشکیلات داعش گرفت، یک خط عبور ایجاد کرده است که از مرزهای عراق به جنوب شرقی تدمر وصل می‌شود.
روز پنجشنبه ۲۵ خرداد ۱۳۹۶ ناظرین گفتند که شبه نظامیان حشد الشعبی عراق به روستاهای مرزی سوریه حمله کردند که منجر به آواره شدن هزاران تن از شهروندان حومه جنوبی حسکه گردید. رامی عبدالرحمن مدیر دیدبان حقوق بشر سوریه در اظهار نظری گفت، شبه نظامیان حشد عمد دارند مناطق داعش در جنوب حسکه و در مرزهای شمال شرقی دیرالزور را توپ‌باران کنند و تلاش می‌کنند که برای پیوستن به نیروهای حزب‌الله و شبه نظامیان النجباء که از بادیه حمص آمده‌اند بسمت شمال شرقی تنف پیشروی نمایند…

### وضعیت در تنف
سپاه پاسداران و شبه نظامیان ایران به فرماندهی قاسم سلیمانی فرمانده سپاه قدس بر مناطقی در نزدیکی مرزهای سوریه و عراق کنترل پیدا کرده‌اند.
در همین رابطه مجله آتلانتیک نسبت به برخورد احتمالی نیروهای آمریکایی با نیروهای ایرانی در منطقه تنف یا بمباران شدید سپاه و نیروهای رژیم اسد همانطوری که در پایگاه هوایی الشعیرات اتفاق افتاد هشدار داده است.
در روز ۲۲ خرداد ۱۳۹۶ ایران پیام جدیدی به آمریکا فرستاد، گفته می‌شود قاسم سلیمانی فرمانده سپاه قدس به صورت ناگهانی در کنار عناصر مسلح گروه شیعه افغانی در محلی که ظاهراً در شمال معبر تنف در منطقه البادیه سوریه در مرز عراق قرار داشت ظاهر شد. وی چند روز قبل نیز در کنار «حشد الشعبی» عراق بعد از رسیدن آن‌ها به مرز سوریه (بین نینوا و الحسکه) ظاهر شده بود. دیدارهای دو طرف مرز قاسم سلیمانی و عکس گرفتن وی رساندن پیام به آمریکایی‌ها است.
منابع عراقی گفتند که نیروهای حشد الشعبی در حال حاضر بر هفت کیلومتر از مرزهای شمالی عراق ـ سوریه از جمله معابر مرزی که داعش از آن‌ها برای نقل و انتقال بین دو کشور استفاده می‌کرد تسلط دارد. حشد الشعبی تلاش می‌کند تا به سمت جنوب گسترش پیدا کند تا به مرزهای عراق و اردن برسد.